# Artattack
Artattack är Hansson de Wolfe Uniteds femte studioalbum från 1985. 
Detta album var det sista som gavs ut innan bandets upplösning 1986.
Producerad av Dick Hansson. Arrangerad av Hansson de Wolfe United. Inspelad i Cutting Room Studio, Stockholm. Tekniker: Peter In de Betou (vissa overdubs: Olle Ramm/Bo Anders Larsson). Mixad av Peter In de Betou och Dick Hansson.
- Lorne de Wolfe - Text & musik, sång, synthesizers
- Dick Hansson - Text, trummor, synthesizers, körsång
- Jonas Isaksson-Savela - Gitarrer, synthesizers, elbas (spår8)
- Anders Neglin - Piano (spår 3 och 6)
- Erik Häusler - Sopransax
- Anne-Lie Ryde - Körsång
- Mia Del Valle Guerra: Körsång
- Anders-Pär Jonsson: Blockflöjt
- Elisabeth Hahn: Cello
- Håkan Olsson: Viola
- Ulrika Frankmar: Violin
- Erling Weibust: Violin

Stråkarrangemang på "Utanför tullarna": Ander Neglin

## Spår
1. Det saknas en blues (4:20)
2. Absolut förbjudet (4:26)
3. Utanför tullarna (2:56)
4. Artattack (4:37)
5. Den nya världen (4:32)
6. Oberoende vad fursten säger (6:15)
7. Vi är på samma linje (4:39)
8. Shakespeare är en sannartist (3:50)
9. Tur o retur (5:12)
10. Kriterium (0:40)

Spår 3 är speciellt tillägnad Lynn Munthe de Wolfe (1951-1985)